# 蔡希邠
蔡希邠（1832年—1900年），原名蔡有邠，字仲岐（歧），号稼堂，又号孺真子，南昌新建人，清朝政治人物。
诸生，历官广西太平思顺兵备道。在担任广西按察期间，与康有为相待至厚，积极推动和组织桂林维新变法。中法战争时期留用广西，后又受朝廷委派，以督办广西界务的身份会勘中越边界。工于诗文，著有《寓真轩诗钞》。光绪二十二年六月初三，由广西太平归顺道道员升任廣西按察使。光绪二十四年七月二十三（1898年9月8日），调任湖南按察使。